# پرچم مقدونیه شمالی
پرچم مقدونیه شمالی برای اولین بار در ۵ اکتبر ۱۹۹۵ به رسمیت شناخته شد. به‌عنوان پرچم استان و نشان جنگ و نشان غیر نظامی شناخته می‌شود و همچنین دارای تناسب ۱:۲ می‌باشد. این پرچم زمینهٔ قرمز با یک خورشید با هشت اشعه در وسط دارد.

## تاریخچه
این پرچم برگرفته از بیرق اسکندر مقدونی است. 

## نگارخانه